# Calvaire d'Aguts
Le calvaire d'Aguts est un monument catholique situé à Aguts, dans le Tarn (France). Il se compose d'une croix monumentale et d'une chapelle romane.

## Histoire

### Construction
Le calvaire d'Aguts est bâti en janvier 1879, sous l'impulsion du père Bonaventure, missionnaire de l'ordre de Saint-François. Celui-ci veut commémorer l'embuscade de Montgey, qui s'est déroulée à proximité en 1211 au cours de la croisade des albigeois et a mené à la mort de plusieurs milliers de croisés catholiques. Le monument est construit par les nombreux volontaires du village.

### Le calvaire
Dès le 28 avril 1884, le père Bonaventure, de retour à Aguts, organise un grand pèlerinage jusqu'à la croix, auquel auraient participé près de deux ou trois mille paroissiens des environs. Devant l'engouement de la population pour cet événement, il fait appel à Jean-Émile Fonteneau, archevêque d'Albi, qui inaugure le calvaire le 27 septembre 1888, puis qui lui fait don d'une relique de la Sainte-Croix. Le 12 avril 1889, au cours d'une impressionnante cérémonie, ce précieux objet est serti dans la grande croix. Le 21 septembre de la même année, un nouveau pèlerinage mené par l'archevêque d'Albi réunit plusieurs milliers de personnes, à l'occasion de l'édification d'un chemin de croix. 
La détermination du père Bonaventure et du curé d'Aguts, Mr Fargues, conduit à la construction de la chapelle du calvaire, mais surtout à l'obtention d'une croix bénie à Jérusalem, privilège très rare et généralement réservé aux plus grands sanctuaires catholiques. L'arrivée de cette croix est l'objet d'un immense engouement. Elle est exposée quelques jours en la cathédrale Saint-Benoît de Castres, puis deux semaines en la cathédrale Sainte-Cécile d'Albi, où elle est bénie une dernière fois avant de rejoindre sa destination finale, le calvaire d'Aguts, au cours d'une immense cérémonie le 20 octobre 1890. 
En 1908, une croix de fer remplace l'ancienne en bois détruite par une tempête en 1906. Elle est de nouveau changée en 1993, à cause de la rouille. Deux ans plus tard, en 1995, la chapelle est restaurée. À partir des années 2000, la paroisse signe un accord avec la commune : celle-ci assure l'entretien du monument et en échange, le lieu devient public et accessible à tous. Aujourd'hui encore, deux fêtes religieuses sont organisées par an, une le 3 mai et l'autre le 14 septembre.

## Architecture
Le calvaire se présente sous la forme d'une large terrasse au sommet de la colline Litrone, avec une croix monumentale sur laquelle est crucifié Jésus, entouré de deux statues, ainsi qu'une chapelle, un chemin de croix, deux petites grottes et les croix des mauvais larrons.
La chapelle est de style roman et se présente sous la forme d'un carré de 20 mètres de côté. Elle complète le chemin de croix du calvaire, en comportant une mise au tombeau. Cette dernière est composée d'un autel surplombant huit sculptures de personnages bibliques. Jésus est placé dans son sépulcre par Nicodème et Joseph d’Arimathie, tandis que la Vierge Marie est soutenue par Marie Cléophée et Marie Salomé. Marie Madeleine et Jean tiennent entre leur mains des objets liturgiques. À l'arrière-plan, une figure de Jésus sort vivant du tombeau ouvert (symbole de la Résurrection). Cette œuvre est conçue à l'origine au XVIe siècle par Michel Colombe pour l’abbaye de Solesmes, mais l'artiste meurt avant de la terminer, ce qui est fait par un sculpteur italien anonyme.

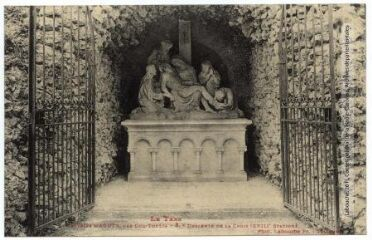
Carte postale d'une des stations du chemin de croix